# 統合戦争
- マクロスシリーズ > 超時空要塞マクロス > 統合戦争
  - マクロス ゼロ > 統合戦争
  - マクロスシリーズの用語一覧 > 統合戦争

統合戦争（とうごうせんそう、Union War）は、アニメ『超時空要塞マクロス』において前史として描かれ、『マクロス ゼロ』の作品舞台となる架空の戦争の名称。

## 設定概要
作品世界内における2000年7月（2001年1月、2001年5月とも）から2007年1月（『マクロス ゼロ』以降の設定では2008年11月または12月）まで、地球統一を目指す体制（地球統合政府）と抵抗勢力（反統合同盟）のあいだで行われたとされる。世界各地で続いた紛争・内乱の総称であり、いわゆる第三次世界大戦ではないが、旧時代と新時代の観念が衝突した動乱期として位置づけられている。この戦争から2年後（『マクロス ゼロ』以降の設定では翌年）、地球と異星人ゼントラーディ人のあいだに第一次星間大戦が勃発する。

## 開戦に至る経緯

### 宇宙船の落下
西暦1999年7月17日、月軌道上に発光現象とともに巨大な物体が出現。「EVA」と仮称されたその物体は地球への落下進路をとり、ビルマ上空から大気圏に突入。高熱と衝撃波でヨーロッパ全域からカナダにかけて甚大な被害を及ぼしながら地球をほぼ1周し、太平洋上の小笠原諸島南端の南アタリア島に落下した。衝撃で南アタリア島の半分が吹き飛び、振動によりアメリカ東海岸は大地震で壊滅。日本も地震や津波の被害を受け、その後も異常気象に見舞われるなどした。
翌月、南アタリア島に派遣された国連合同調査団は、以下の1次調査報告をまとめた。
- 隕石の落下ではなく、「地球外生命体の巨大宇宙船[注 1]の墜落」である。
- 構造から戦闘艦と思われ、つい最近まで大規模な戦闘に参加していた痕跡がある。
- 乗員は発見できないが、船のサイズ（全長約1.2km）や艦内の施設規模から、地球外生命体は地球人類の5倍強の身長（10m以上）の巨人種族と推測される。
- 太陽系に飛来した空間跳躍航法（フォールド）など、地球のレベルよりはるかに進んだ科学技術を有する。

EVAは識別名ASS-1（Alien Star Ship-1）と改名され、南アタリア島は国連管轄区に置かれた。落下時の地上の大被害が収束するまで、一般には「直径3kmの小惑星が落下した」と公表され、異星人の存在も極秘とされた。

### 統合政府樹立
ASS-1によって示された「超先進技術を持つ巨大異星人の存在」と「大規模な宇宙戦争」の事実は、地球人類に否応なく意識の変革を強いることになった。来るべき異星人とのファーストコンタクトでは冷戦構造の利害を超えた交渉が必要であり、最悪の有事に備え地球規模の防衛体制確立も急がねばならない。よって、国連主導下で地球上全ての国家・体制を解体し、惑星統一政体を樹立することが決議された。2000年6月、全人類に落下物の正体と異星人の存在を公表（10mの身長は公表されず）。翌月地球統合政府（U.N.Government）作成案が発表され、2001年2月に正式発足した。旧国家は地域ごとに再編され、一定の自治権を認められる「自治区」へ移行した。
統合政府は防衛体制として以下の計画を発動した。
- 各国の軍備を統合再編し、地球統合軍（U.N.Forces）を設立。
- 大破したASS-1を修理・復元し、恒星間宇宙戦艦SDF-1（Super Dimension Fortress-1）へと改修する。
- ASS-1の調査から得られた超先進科学（オーバーテクノロジー）を応用し、地球の科学水準[注 3]を飛躍的に高める。とくに新設される宇宙軍（U.N.Spacy）の軍備拡張を急ぐ。
  - 在来兵器への導入と、新たな対巨人全領域戦闘システム（デストロイド、バトロイド）を開発する。
  - 月や火星に恒久基地を設け、太陽系防衛ラインを整備する。
  - 地球各地と月面に、最終防衛兵器グランドキャノンシリーズを建設する。
  - 月面地下で、SDF-1に次ぐ純地球製の2番艦SDF-2（のちのメガロード-01）を建造する。

しかし、人類が有史以来成し遂げられなかった地球統一を性急に推し進め、あらゆる権益を統合政府が管理しようとする「統合思想」は、当然のごとくさまざまな反発を招いた。とりわけ軍備再編とオーバーテクノロジー導入において主導権を得た旧NATO陣営に対し、蚊帳の外に置かれた旧ワルシャワ条約機構陣営の不満は大きかった。これらの軍事産業は統合思想に異を唱える世界各地の反体制勢力に兵器を供与し、陰ながら武装蜂起を支援した。こうして地球人類は大宇宙の脅威以前に、小さな惑星内で身内同士の対立を解決せねばならなくなった。

## 統合戦争

### 開戦
統合政府発足直前の2000年7月（2001年1月、2001年5月とも）、世界各地で紛争や内乱が勃発。以後、各地の反体制組織のネットワークは「反統合同盟」と呼ばれ、軍事的に圧倒的優位な統合軍に執拗なゲリラ攻撃を仕掛けた。戦局は長期化し、オーバーテクノロジーの優位を活かす統合軍に対し、反統合同盟もその秘密を奪わんと南アタリア島で修復中のSDF-1をたびたび襲った（第一 - 第三次南アタリア島防衛戦）。この戦闘では統合軍極東方面軍の司令官、早瀬隆司准将（早瀬未沙の父親）が前線指揮を執り侵攻部隊を撃退。准将はこれらの軍功が認められ、のちに統合軍総司令部の最高幹部（提督）にまで昇進する。

### 激化
開戦4年後の2005年になると、SDF-1やSDF-2、グランドキャノンシリーズといった大規模プロジェクトにかかる莫大な軍事費から世界経済は恐慌に陥り、社会にも厭戦ムードが蔓延した。情勢不安を利して反統合同盟は各地で攻勢をかけ、消耗戦で統合軍側の損失も増大した。とくにテロリストが宇宙駆逐艦を乗っ取り火星サラ基地からの撤収船団を襲撃した事件では約3,500名の有能な士官が失われ、徐々に10代の若年兵まで戦場に狩り出されるようになった。このほか、統合政府代表ハーラン・J・ニーベンの暗殺、オーストラリアで建設中のグランドキャノン2号機の爆破などゲリラ攻撃は手段を選ばず過激化し、統合軍も対異星人用に開発した核兵器（反応兵器）の実戦使用をもって断固たる措置をとった。

### 終戦
2007年1月、ロシアの反統合勢力の降伏により長き戦乱に一応の決着がみられた。人類はようやく果たされた世界統一を祝ったが、一方で、長すぎる骨肉の争いにより戦争の起因である異星人の脅威は忘れ去られていた。戦時下で修復スケジュールが大幅に遅れたSDF-1は2年後の2009年2月にようやく完成し、「マクロス」と命名されるが、その扱いは軍内部でも民間レベルでも以前ほど期待されたものではなくなっていた。戦争中20代、30代の士官が戦死したため、マクロスの乗員には選抜訓練を受けたとはいえ多くの10代の若者が含まれていた。
なお、大規模な戦闘が終わったため年表上で統合戦争は終結しているものの、反統合同盟軍残存兵力との局地戦は以後も続けられた。『マクロス ゼロ』で描かれるマヤン島攻防戦（後述）は終戦1年後の2008年の出来事である。2009年のマクロス進宙時も同様の状況で、南アタリア島周辺には反統合ゲリラへの警戒態勢が布かれていた。異星人ゼントラーディ軍との開戦後、統合軍はその事実を伏せるため「南アタリア島は反統合ゲリラの奇襲攻撃をうけ住民は全滅した」との偽情報を流している。

### マヤン島事変
オーバーテクノロジーで開発された時空変動レーダー「サイクロプス」が、南太平洋のマヤン島近海でASS-1と似た反応を示す謎の物体AFOS（エイフォス）を発見。ハスフォード教授一派の学説で「プロトカルチャー」と呼ばれる太古の異星人が地球を訪れた際の遺物と推察され、新たなオーバーテクノロジー発見が期待された。これを狙う反統合同盟と統合軍のあいだで激しい争奪戦が行われ、その中でプロトカルチャーが人類創生に深く関与していたことが明らかとなる。最終的にAFOSが眠りから目覚めて暴走したため両軍痛み分けに終わるが、この事件はプロトカルチャーに関する特秘事項として公式記録上長く封印されることになった。
この戦闘では両軍とも開発が進んだ対巨人戦闘システムのプロトタイプを先行投入し、デストロイドやバトロイドの運用テストという意味も持つことになる。反統合同盟軍は実戦的な可変戦闘機SV-51を開発し、統合軍は対抗手段としてVF-1バルキリーの試作型VF-0フェニックスを急遽投入。ここに史上初の可変戦闘機同士の戦闘が展開される。劣勢の反統合同盟側が実用化に先駆けた背景には、対巨人戦闘システムの開発に手間取る軍事産業が意図的にオーバーテクノロジーを漏洩し、両軍の兵器を交戦させ実戦データの回収を目論んだという裏事情があった。なお、戦闘記録同様これらの兵器も長く非公式の扱いを受けることになる。

### 地球統合政府樹立
マヤン島における「鳥の人」争奪戦後、反統合同盟は参加国が脱退したことで衰退・弱体化した。これによって2008年11月（12月とも）、7年にわたって繰り広げられた紛争は名実ともに終結し、正式に地球統合政府が樹立する運びとなった。

## 『ロボテック』版
海外版『ロボテック』でも統合戦争（ただし英文字は "Grobal Civil War"）の概要はほぼ同様であるが、ASS-1（ のちの SDF-1 マクロス ）の落下前から、それまでの国家間の矛盾拡大で地域紛争が拡大して行われていたとされ、上記マクロスの落下で戦争が終結に向かい、統合政府および統合軍の成立をみたという、ASS-1の落下が本戦争の端緒となったと解釈される日本版とは逆の構成となっている。
なお、英文では "Grobal Civil War"､つまり「地球規模の内戦」と表現される。少なくともアメリカ合衆国においては、日本版の統合戦争の英文表記 "Union War"（ 直訳は「連合戦争」） では、その言葉が「地球統合戦争」の意味であるとは、字面上は理解できないとのことである。